# Sauvat
Sauvat är en kommun i departementet Cantal i regionen Auvergne-Rhône-Alpes i mitten av Frankrike. Kommunen ligger  i kantonen Saignes som ligger i arrondissementet Mauriac. År 2022 hade Sauvat 217 invånare.

## Befolkningsutveckling
Antalet invånare i kommunen Sauvat
Referens:INSEE